# Muscle piriforme

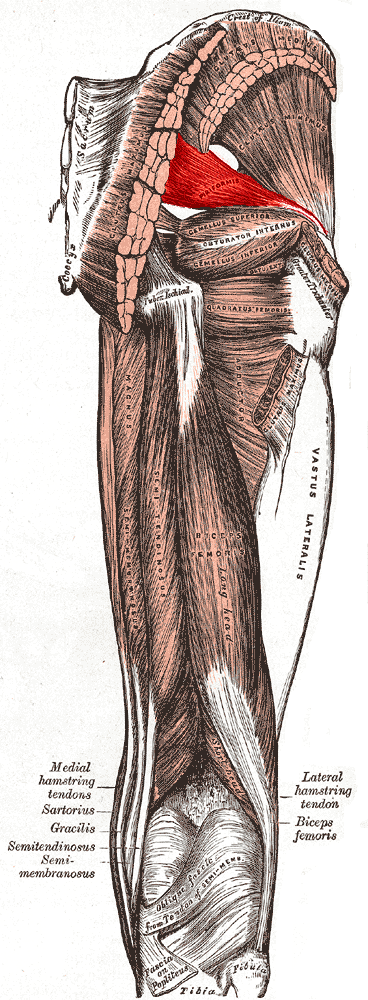
Le muscle piriforme.

Le muscle piriforme (Musculus piriformis - nomenclatures internationales) ou muscle pyramidal du bassin (dans l'ancienne nomenclature française) est un muscle du membre inférieur.
Il fait partie des muscles fessiers profonds et des muscles pelvi-trochantériens.

## Description
Le muscle piriforme est un muscle plat et triangulaire reliant le sacrum au fémur.

## Origine
Le muscle piriforme se fixe sur :
- la face antéro-latérale du sacrum entre les 2e et 3e foramens sacrés antérieurs par trois digitations,
- la face antérieure du ligament sacro-tubéral.

## Trajet
Le muscle piriforme a une forme de poire. Il se dirige en dehors, en avant et en bas.
La face postérieure du muscle repose contre le sacrum. La face antérieure du muscle est liée au rectum (surtout du côté gauche du corps) et au plexus sacré. 
traverse la grande incisure ischiatique qu'il partage en deux espaces : supra-piriforme et sous-piriforme.

### Variation
Dans environ 80% de la population, le nerf sciatique passe sous le muscle piriforme.  Chez 17 % des personnes, le nerf sciatique traverse le muscle piriforme. Il existe d'autres variations plus rares.
Il peut être uni au muscle moyen glutéal, envoyer des fibres au muscle petit glutéal ou recevoir des fibres du muscle jumeau supérieur.
Il peut avoir une ou deux attaches sacrées et s'insérer sur la capsule de l'articulation coxale.

## Terminaison
Le muscle piriforme se termine par un tendon qui s'insère sur le bord supérieur du grand trochanter.

## Innervation
Le muscle piriforme est innervé par le nerf du muscle piriforme, branche de division postérieure du plexus sacral (racines S1, S2)

## Vascularisation
Le muscle piriforme est vascularisé par les artères glutéales et sacrales.

## Anatomie fonctionnelle
Le muscle piriforme fait partie des muscles qui ferment l'enceinte du bassin pour séparer les viscères pelviens de la racine des membres inférieurs.
Il est:
- Abducteur de la cuisse sur le bassin lorsque la hanche est en flexion supérieure à 90°.
- Rotateur externe de la cuisse en extension de la hanche.
- Rotateur interne de la cuisse après 60° de flexion de la hanche.

## Aspect clinique

### Point de repère
Le muscle piriforme est un repère très important dans la région fessière. En traversant la grande incisure ischiatique, il la divise en une partie inférieure et une partie supérieure, déterminant ainsi la terminologie supérieure (au-dessus du muscle) et inférieure (en dessous du muscle) pour les nerfs et vaisseaux de la région.

### Syndrome du piriforme
Du fait de la proximité du nerf sciatique avec le muscle piriforme, voire son passage à travers ce muscle, sa sollicitation excessive peut entraîner une inflammation du nerf. Son surmenage peut advenir dans certains sports (course à pied, cyclisme, ...) ou survenir lors d'une mauvaise posture récurrente (mauvais siège et mauvais appui fessier). Ceci peut avoir pour conséquence l'apparition d'un syndrome de type sciatique appelé syndrome du muscle piriforme.

## Galerie

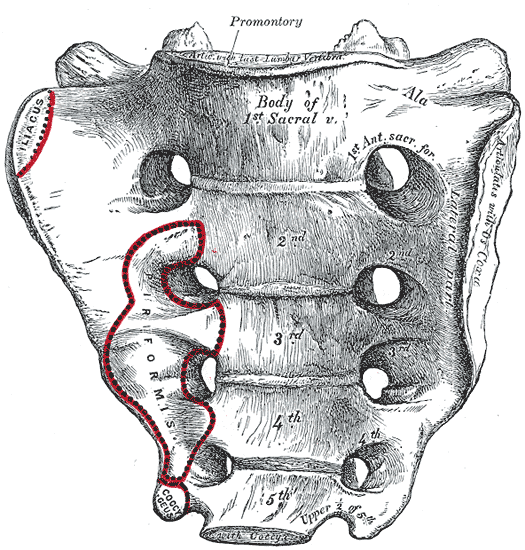
Sacrum, face antérieure.
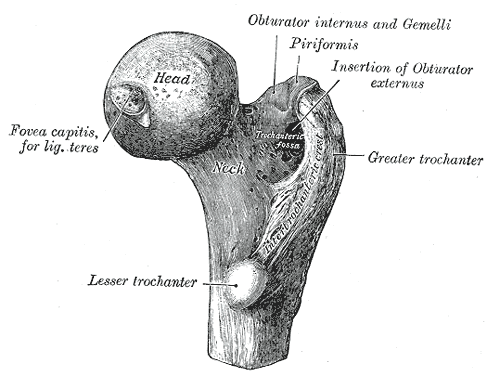
Extrémité supérieure du fémur vue d'en dedans.
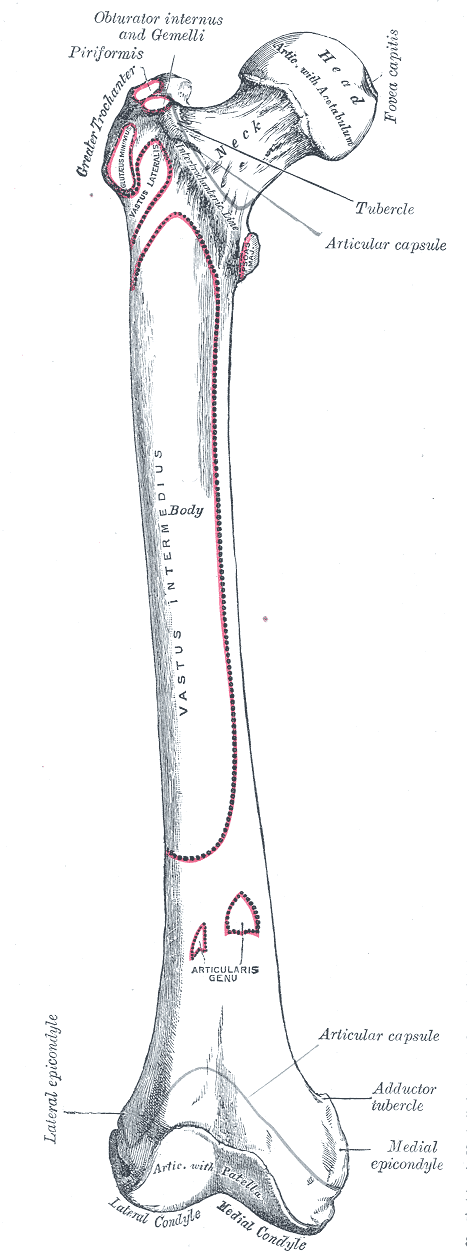
Fémur droit.Vue antérieure.
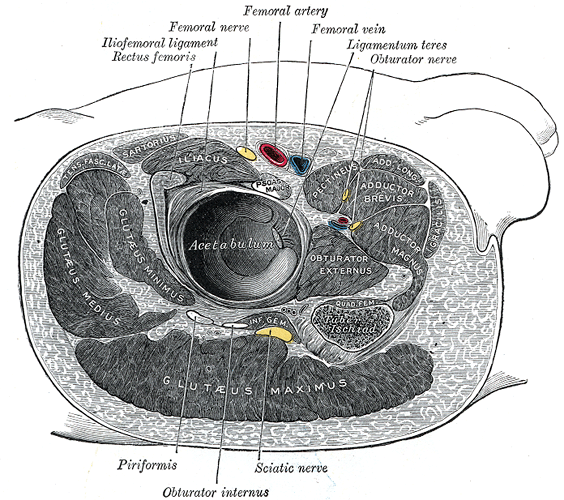
Structures entourant la hanche droite.
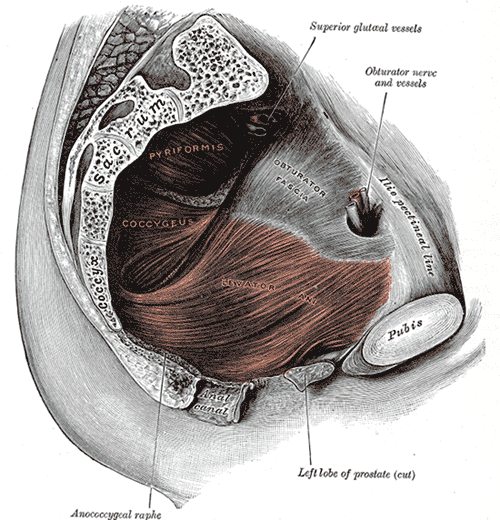
Les muscles du bassin.
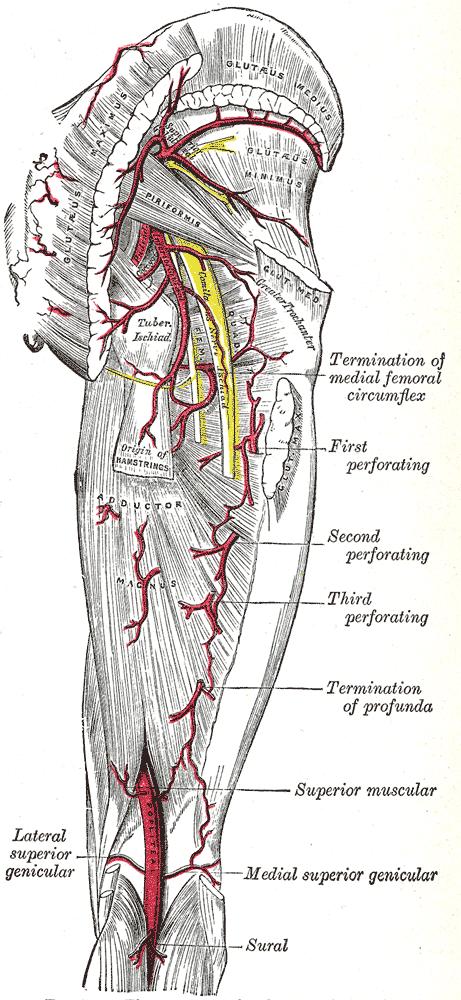
Les artères de la région fessière et fémorale postérieure.
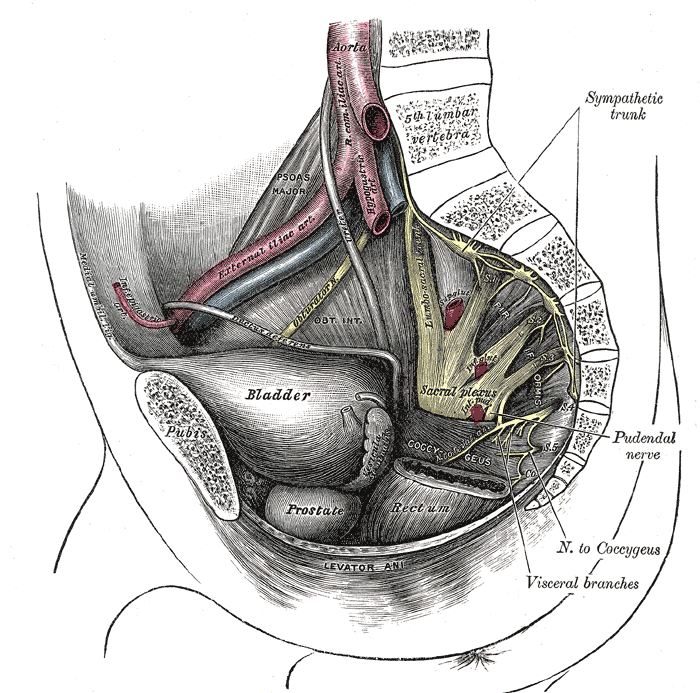
Coupe sagittale du bassin montrant le plexus sacré.
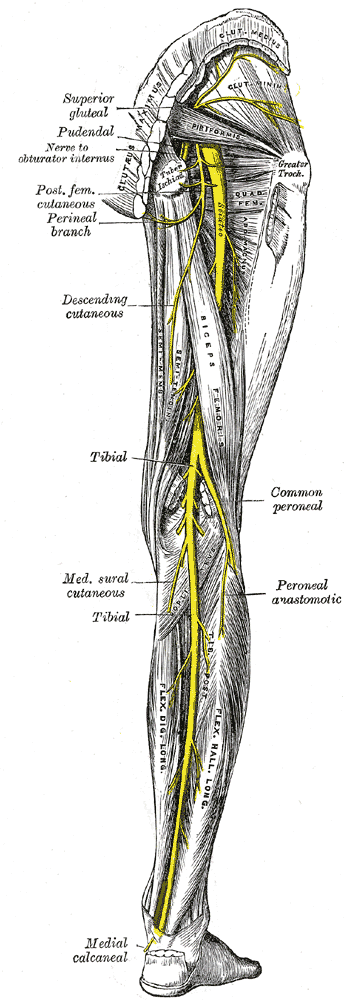
Nerfs de la face postérieure du membre inférieur.